# Томпсон, Джон Брукшир
Джон Брукшир Томпсон (англ.  John Brookshire Thompson, 1950, Миннеаполис) — британский социолог.

## Биография
Учился в Киле (Стаффордшир) и Кембридже. Докторскую диссертацию написал под руководством Энтони Гидденса. Преподавал у университетах США, Канады, Мексики, Бразилии, ЮАР. В настоящее время — профессор социологии в Кембриджском университете.

## Научная деятельность

### Научные интересы
Томпсон — автор работ по социальной теории, социологии политики и идеологии. Преимущественная сфера его интересов после 1990 — социология коммуникаций, место массмедиа в политической жизни современных обществ. Его подход сложился под сильным воздействием философской герменевтики Гадамера, идей Хабермаса и Рикёра. Джон Томпсон известен как теоретик идеологии, создатель теории критической герменевтики, объединяющей теорию позднего Витгенштейна и философию естественного языка с континентальной критической теорией и герменевтикой. Также он известен как теоретик политического скандала и новой видимости. Теория новой видимости используется как теоретическая база в исследованиях слежки и наблюдения (surveillance studies). В последние годы занимается социологией книжного дела в связи с исследованием систем высшего образования и институтов науки в Великобритании и США. Перевёл на английский язык работы Пьера Бурдьё, Юргена Хабермаса, Клода Лефорта и Поля Рикёра.

### Основные труды
- Thompson, J. B. 1981. Critical Hermeneutics: A Study in the Thought of Paul Ricoeur and Jürgen Habermas. Cambridge: Cambridge University Press.
- Thompson, J. B. 1984. Studies in the Theory of Ideology. Cambridge: Polity; Berkeley: University of California Press.
- Thompson, J. B. 1990. Ideology and Modern Culture: Critical Social Theory in the Era of Mass Communication Cambridge: Polity; Stanford: Stanford University Press.
- Thompson, J. B. 1995. The Media and Modernity: A Social Theory of the Media.Cambridge: Polity; Stanford: Stanford University Press.
- Thompson, J. B. 2000. Political Scandal: Power and Visibility in the Media Age. Cambridge: Polity. (Европейская премия Амальфи по социологии и социальным наукам)
- Thompson, J. B. 2005. Books in the Digital Age: The Transformation of Academic and Higher Education Publishing in Britain and the United States. Cambridge: Polity.
- Thompson, J. B. 2005. ‘The New Visibility’. Theory, Culture &amp; Society 22 (6): 31-51. doi:10.1177/0263276405059413.
- Thompson, John B. 2010. Merchants of culture: the publishing business in the twenty-first century. Cambridge; Malden: Polity.
- Thompson, John B. 2021. Book Wars: The Digital Revolution in Publishing. Wiley.

#### Переводы, осуществленные Томпсоном
- Ricoeur, Paul, John B. Thompson. Hermeneutics and the Human Sciences: Essays on Language, Action and Interpretation. Cambridge: Cambridge University Press, 1981.
- Lefort, Claude, John B. Thompson. The Political Forms of Modern Society: Bureaucracy, Democracy, Totalitarianism. Cambridge: Polity; Boston: M.I.T. Press, 1986.
- Bourdieu, Pierre, John B. Thompson. Language and Symbolic Power. Cambridge: Polity; Cambridge, Mass.: Harvard University Press, 1991.

### Работы под редакцией
- Held, David, and John B. Thompson. Habermas: Critical Debates. Macmillan. 1982.
- Held, David, and John B. Thompson. Social Theory of Modern Societies: Anthony Giddens and His Critics. Cambridge University Press. 1989.

#### Переводы на русский язык
- Джон Б. Томпсон. Торговцы культурой. Книгоиздательский бизнес в XXI веке. Перевод с английского Корбут Андрей. 2023. 480 с. ISBN 978-5-4448-2142-8.

### Выступления в подкастах
- The Future of the Book Publishing Industry—A Talk by John B. Thompson. May 31, 2017. Media Business Matters Podcast by Amanda Lotz[2].
- John B. Thompson, «Book Wars: The Digital Revolution in Publishing» (Polity, 2021). May 7, 2021. Hosted by Daniel Shea. New Books Network[3].
- John Thompson on Book Wars: The Digital Revolution in Publishing. Nigel Beale’s YouTube channel. May 22, 2021[4].

## Признание
Труды Дж. Б. Томпсона переведены на большинство европейских языков, на китайский и японский. Книга Political Scandal: Power and Visibility in the Media Age. Cambridge: Polity, 2000 получила Европейскую премию Амальфи по социологии и социальным наукам.